# Elecciones presidenciales de Perú de 1833
Las elecciones presidenciales del Perú de 1833 se realizaron durante la tercera Convención Nacional de la historia republicana peruana, que se instaló el 12 de septiembre de 1833, y cuya principal labor fue discutir las reformas constitucionales. 
Quedaba pendiente el problema de la sucesión presidencial, pues el período del presidente Agustín Gamarra vencía el 20 de diciembre de 1833, y aunque los convencionales limitaron sus trabajos al proyecto de Constitución, hubieron de entrar en pugna con el poder ejecutivo, en cuanto reclamaron su derecho para intervenir en otras cuestiones de interés nacional. El conflicto quedó resuelto cuando Gamarra comunicó el 18 de diciembre a la Convención Nacional su propósito de abandonar el poder al día siguiente, por ser el último de su mandato. La Convención Nacional procedió entonces a la elección de un Presidente Provisorio. Como candidato gobiernista o gamarrista se presentó el general Pedro Pablo Bermúdez Ascarza; los liberales, por su parte, apoyaron la candidatura del general Luis José de Orbegoso. Otro candidato fue el general Domingo Nieto. Orbegoso obtuvo 47 votos, Bermúdez 36 y Nieto un solo voto.
Fue así como llegó a la presidencia el general Luis José de Orbegoso y Moncada, apreciado por su ánimo caballeroso, pero cuyo débil carácter lo hacía susceptible a las influencias de los políticos más experimentados. Se dijo que al igual que en la elección de José de La Mar de 1827 y Luna Pizarro logró en 1833 que llegara al poder un militar manipulable y poco dado al caudillaje.
- Datos: Q40685911